# 31 мая
31 мая — 151-й день года (152-й в високосные годы) по григорианскому календарю.
До конца года остаётся 214 дней.
До 15 октября 1582 года — 31 мая по юлианскому календарю, с 15 октября 1582 года — 31 мая по григорианскому календарю.
В XX и XXI веках соответствует 18 мая по юлианскому календарю.

## Праздники и памятные дни
См. также: Категория:Праздники 31 мая

### Международные
- ООН (ВОЗ) — Всемирный день без табака.
- Международный день блондинов и блондинок[2].

### Национальные
- Казахстан — День памяти жертв политических репрессий и голода[3]
- ЮАР — День Республики (1960).
- Республика Абхазия — День памяти жертв Кавказской войны (до 2011 года, потом 21 мая)
- Россия — День адвокатуры[4]
- Португалия — День братьев и сестёр[порт.]

### Религиозные
Православие
- Память святых отцов семи Вселенских Соборов;
- память мученика Феодота Корчемника и семи дев мучениц: Александры, Текусы, Клавдии, Фаины, Евфрасии, Матроны и Иулии (303);
- память мучеников Петра, Дионисия, Андрея, Павла и мученицы Христины (249—251)[7];
- память преподобного Макария Алтайского (Глухарёва) (1847);
- память мучеников Симеона, Исаака и Вахтисия (IV в.)[8];
- память мучеников Ираклия, Павлина и Венедима;
- память мучеников Давида и Таричана (693) (Грузинская православная церковь);
- память священномученика Михаила Виноградова, пресвитера (1932);
- память священномученика Василия Крылова, пресвитера (1942);
- память праведного Иоанна Кормянского (Гашкевича) (1917)[9];
- празднование в честь иконы Божией Матери «Споручница грешных» Корецкая (1622) (переходящее празднование в 2018 году).

### Именины
- Православные: Давид, Исаак, Матрона, Павел, Семён, Фаина, Федот, Кристина, Юлия, Андрей, Денис, Пётр, Александра, Клавдия.

## События
См. также: Категория:События 31 мая

### До XIX века
- 455 — римляне забили камнями императора Петрония Максима, который пытался бежать из города перед приходом вандалов (по другим данным, 22 мая или 12 июня).
- 1223 — в битве при Калке войсками монгольского полководца Субэдея разбито русско-половецкое войско.
- 1578
  - Английский исследователь Мартин Фробишер отправился в путешествие, которое привело к открытию Гудзонова пролива.
  - в Париже начали строить мост Пон-Нёф.
  - Итальянский археолог Антонио Бозио обнаружил в Риме древние христианские катакомбы.
- 1787 — в Англии организован первый в мире крикетный клуб.

### XIX век
- 1815 — провозглашено создание Нидерландского королевства.
- 1836 — в Англии запатентован гребной винт.
- 1850 — отмена всеобщего избирательного права во Франции.
- 1859 — в Лондоне, на Часовой башне Вестминстерского дворца, запущены часы, ныне известные как Биг-Бен.
- 1862 — началось сражение при Севен-Пайнс.
- 1864 — гражданская казнь Николая Гавриловича Чернышевского.
- 1868 — в окрестностях Парижа, в парке Сен-Клу, прошла первая в мире велогонка.
- 1879 — в Берлине открылась первая в мире электрическая железная дорога и продемонстрирован первый электропоезд, сконструированный Вернером фон Сименсом.
- 1891 — во Владивостоке заложена Транссибирская магистраль.
- 1895 — американский врач, пропагандист вегетарианства Джон Харви Келлог подал патентную заявку на кукурузные хлопья[10].

### XX век
- 1902 — окончилась англо-бурская война (1899—1902 гг.).
- 1911 — спущен на воду британский трансатлантический лайнер «Титаник».
- 1918
  - После распада Австро-Венгрии в Питтсбурге (США) объявлено о политическом союзе чехов и словаков, который привёл к образованию в октябре того же года независимой Чехословацкой республики.
  - Постановлением Наркомпроса введено обязательное совместное обучение школьников и школьниц.
- 1924
  - Заключено «Соглашение об общих принципах для урегулирования вопросов между Союзом ССР и Китайской республикой». Между странами установлены нормальные дипломатические отношения, лишены силы заключённые ранее царским правительством несправедливые договоры и соглашения, Китайско-Восточная железная дорога преобразована в совместное коммерческое предприятие с последующей передачей Китаю. Это первый равноправный договор Китая с европейской страной. Инициатором такого соглашения ещё в 1919 году выступил Лев Карахан, заместитель наркома иностранных дел. Он же стал первым советским полпредом в Китае.
  - Открытие XIII съезда РКП(б).
- 1935 — принято постановление СНК СССР и ЦК ВКП(б) «О ликвидации детской беспризорности и безнадзорности» (См. Детская беспризорность).
- 1936 — в МАМТ прошла премьера оперы И. Дзержинского «Тихий Дон», на которой присутствовал М. Шолохов.
- 1937 — в Советскую Россию вернулся писатель Александр Куприн.
- 1941 — в Германии готический шрифт заменён на латинский.
- 1942 — в блокадном Ленинграде прошёл футбольный матч между Динамо и ЛМЗ.
- 1943 — в советских совхозах и МТС ликвидированы политотделы.
- 1946 — образовано самолётостроительное ОКБ О. К. Антонова.
- 1952 — вступил в строй Волго-Донской судоходный канал.
- 1955 — в Израиле введена первая междугородняя телефонная служба.
- 1961 — провозглашение независимости Южно-Африканской Республики от Великобритании.
- 1970 — землетрясение в Перу унесло жизни более 60 тысяч человек; 600 тысяч перуанцев лишились крова.
- 1979 — экспедиция «Комсомольской правды» на лыжах достигла Северного полюса.
- 1983 — в Картахена де Индиас (Колумбия) в связи с 450-летием основания города и 200-летием со дня рождения С. Боливара состоялась встреча министров иностранных дел 23 латиноамериканских и карибских государств.
- 1991 — Министерство юстиции России зарегистрировало устав Русской православной Церкви.
- 1994 — Борис Березовский избран председателем совета директоров «ЛогоВаза».
- 1997 — Борис Ельцин и Леонид Кучма подписали Договор о дружбе, сотрудничестве и партнёрстве между Российской Федерацией и Украиной.

### XXI век
- 2002 — в Японии и Южной Корее стартовал Чемпионат мира по футболу.
- 2003
  - Официальное открытие воссозданной Янтарной комнаты при участии президента РФ Владимира Путина и канцлера Германии Герхарда Шрёдера.
  - Париж встретил последний «Конкорд», после чего полёты данной модели были прекращены.
- 2009
  - в возрасте 97 лет умерла последняя остававшаяся в живых пассажирка «Титаника»
  - начало бессрочной серии гражданских акций протеста в защиту свободы собраний (31-я статья Конституции РФ).
- 2013 — начало вещания российского телеканала «Пятница!».
- 2016 — начало вещания российского музыкально-развлекательного телеканала ТНТ MUSIC.

## Родились
См. также: Категория:Родившиеся 31 мая

### До XIX века
- 1469 — Мануэл I (ум. 1521), 5-й король Португалии (1495—1521), из Ависской династии.
- 1557 — Фёдор I Иоаннович (ум. 1598), царь всея Руси и великий князь Московский (с 1584), третий сын Ивана Грозного.
- 1656 — Марен Маре (ум. 1728), французский композитор и музыкант.
- 1664 — Хулио Альберони (ум. 1752), кардинал и государственный министр Испании при короле Филиппе V.
- 1769 — Алексей Горчаков (ум. 1817), русский военачальник, военный министр России (1812—1815).
- 1773 — Людвиг Тик (ум. 1853), немецкий поэт, писатель, драматург, переводчик.

### XIX век
- 1802 — Чезаре Пуньи (ум. 1870), итальянский композитор, написавший первый балет на русскую тему — «Конёк-Горбунок».
- 1817 — Георг Гервег (ум. 1875), немецкий революционно-демократический поэт и публицист.
- 1819 — Уолт Уитмен (ум. 1892), американский поэт и публицист.
- 1827 — Пётр Пекарский (ум. 1872), исследователь русской литературы и истории, библиограф.
- 1832 — Мария Гартунг (ум. 1919), старшая дочь русского поэта А. С. Пушкина и Натальи Пушкиной (Гончаровой).
- 1837 — Николай Успенский (ум. 1889), русский писатель.
- 1845 — Юлия Жемайте (наст. имя Юлия Бенюшявичюте-Жимантене; ум. 1921), литовская писательница-прозаик и драматург.
- 1847 — Уильям Джеймс Пирри (ум. 1924), ирландский судостроитель и бизнесмен, руководивший крупнейшей судоверфью мира, создатель «Титаника».
- 1850 — Евгений Тверитинов (ум. 1920), первый русский флотский электрик, создатель одной из конструкций аккумуляторов.
- 1852
  - граф Алексей Бобринский (ум. 1927), русский археолог, политик и государственный деятель, праправнук Екатерины II.
  - Франсиско Морено (ум. 1919), аргентинский путешественник, географ, естествоиспытатель и политик.
  - Юлиус Рихард Петри (ум. 1921), немецкий микробиолог, ассистент Роберта Коха.
- 1857 — Пий XI (в миру Аброджио Дамиано Акилле Ратти; ум. 1939), 259-й папа римский (1922—1939).
- 1860 — Уолтер Сикерт (ум. 1942), английский художник.

- 1862 — Михаил Нестеров (ум. 1942), русский и советский живописец, заслуженный деятель искусств РСФСР.
- 1866 — Владимир Ребиков (ум. 1920), русский композитор, пианист, музыкальный деятель.
- 1887 — Сен-Жон Перс (наст. имя Алексис Сен-Леже; ум. 1975), французский поэт, нобелевский лауреат (1960).
- 1892
  - Амбарцум Бек-Назаров (наст. фамилия Бекназарян; ум. 1965), армянский советский кинорежиссёр, сценарист и актёр.
  - Константин Паустовский (ум. 1968), русский советский писатель, сценарист, педагог, журналист.
  - Грегор Штрассер (убит в 1934), немецкий нацист, один из основателей и лидеров НСДАП.
- 1893 — Михаил Тихомиров (ум. 1965), советский ученый-историк, источниковед, академик АН СССР.
- 1899 — Леонид Леонов (ум. 1994), русский советский писатель, драматург.

### XX век
- 1908
  - Дон Амичи (ум. 1993), американский актёр кино, театра и телевидения, лауреат премии «Оскар».
  - Ян Фрид (ум. 2003), советский кинорежиссёр и сценарист.
- 1910 — Николай Ефимов (ум. 1982), советский математик, член-корреспондент АН СССР.
- 1911 — Морис Алле (ум. 2010), французский экономист, лауреат Нобелевской премии (1988).
- 1913 — Анатолий Яцков (ум. 1993), советский разведчик, сотрудник органов госбезопасности.
- 1916 — Берт Ханстра (ум. 1997), нидерландский режиссёр документального и игрового кино.
- 1917 — Жан Руш (ум. 2004), французский кинорежиссёр и этнограф.
- 1921
  - Алида Валли (ум. 2006), итальянская киноактриса.
  - Эдна Доре (ум. 2014), британская актриса.
- 1922 — Денхолм Эллиотт (ум. 1992), британский актёр театра, кино и телевидения.
- 1923 — Ренье III (ум. 2005), князь Монако (1949—2005).
- 1929
  - Менахем Голан (ум. 2014), израильско-американский кинорежиссёр, сценарист и продюсер.
  - Люба Тадич (Любомир Тадич; ум. 2005), югославский и сербский актёр театра и кино.
- 1930 — Клинт Иствуд, американский киноактёр и режиссёр, обладатель четырёх премий «Оскар».
- 1931
  - Богумил Кобеля (ум. 1969), польский актёр театра и кино.
  - Джон Шриффер (ум. 2019), американский физик, лауреат Нобелевской премии (1972).
- 1932 — Джей Майнер (ум. 1994), американский инженер, создатель первого в мире мультимедийного компьютера Amiga 1000.
- 1933 — Георгий Бурков (ум. 1990), актёр театра и кино, кинорежиссёр, сценарист, заслуженный артист РСФСР.
- 1937 — Карина Шмаринова (ум. 2012), советская актриса театра и кино.
- 1939 — Георгий Епифанцев (ум. 1992), советский актёр театра и кино.
- 1940 — Анатолий Бондарчук, советский спортсмен, олимпийский чемпион в метании молота (1972), тренер.
- 1941
  - Луис Игнарро, американский фармаколог, лауреат Нобелевской премии по физиологии или медицине (1998).
  - Уильям Нордхаус, американский экономист, лауреат премии по экономике памяти Нобеля (2018).
- 1945
  - Лоран Гбагбо, президент Кот-д’Ивуара (2000—2011).
  - Райнер Вернер Фасбиндер (ум. 1982), немецкий кинорежиссёр, сценарист, актёр, драматург.
- 1947 — Людмила Гладунко, советская и российская киноактриса, кинорежиссёр, сценаристка, заслуженная артистка РФ.
- 1948
  - Светлана Алексиевич, советская и белорусская писательница, журналистка, лауреат Нобелевской премии (2015).
  - Джон Бонем (ум. 1980), британский барабанщик-виртуоз, участник рок-группы Led Zeppelin.
- 1949
  - Том Беренджер (урожд. Томас Майкл Мур), американский актёр кино и телевидения, лауреат «Золотого глобуса» и «Эмми».
  - Хил Радж Регми, непальский политик, премьер-министр страны (2013—2014).
- 1955 
  - Владимир Кузьмин, советский и российский певец, композитор, гитарист, народный артист РФ.
  - Сергей Чухрай, советский гребец-байдарочник, трёхкратный олимпийский чемпион.
- 1956 — Валерий Брагин, советский и российский хоккеист, тренер.
- 1959 — Андреа де Чезарис (погиб 2014), итальянский автогонщик.
- 1961 
  - Игорь Васильев, российский политик, губернатор Кировской области (2017—2022, врио 2016—2017).
  - Лиа Томпсон, американская актриса и режиссёр.
- 1962 — Виктория Руффо, мексиканская актриса, примадонна мексиканских сериалов.
- 1963 — Виктор Орбан, венгерский политик, премьер-министр Венгрии (1998—2002, с 2010 года).
- 1965 — Брук Шилдс, американская актриса кино и телевидения, модель.
- 1966 — Джессика Монро, канадская гребчиха, двукратная чемпионка мира и Олимпийских игр.
- 1967 — Сандрин Боннер, французская актриса, кинорежиссёр, сценаристка, обладательница 2 премий «Сезар».
- 1970 — Паоло Соррентино, итальянский кинорежиссёр и сценарист, обладатель «Оскара» и др. наград.
- 1972 — Фруде Эстиль, норвежский лыжник, двукратный олимпийский чемпион, 4-кратный чемпион мира.
- 1973 — Наташа Королёва (наст. имя Наталия Порывай), советская и российская эстрадная певица, заслуженная артистка РФ.
- 1976 — Колин Фаррелл, ирландский актёр кино и телевидения, лауреат премии «Золотой глобус».
- 1981
  - Андреас Лингер, австрийский саночник, двукратный олимпийский чемпион.
  - Марлис Шильд, австрийская горнолыжница, двукратная чемпионка мира.
- 1984 — Нэйт Робинсон, американский баскетболист.
- 1986 — Роберт Гесинк, нидерландский шоссейный велогонщик.
- 1989 — Марко Ройс, немецкий футболист, призёр чемпионата Европы (2012).
- 1990 — Эрик Карлссон, шведский хоккеист, призёр Олимпийских игр и чемпионата мира.

## Скончались
См. также: Категория:Умершие 31 мая

### До XIX века
- 1594 — Якопо Робусти Тинторетто (р. 1518), итальянский художник.
- 1740 — Фридрих Вильгельм I (р. 1688), король Пруссии (1713—1740).
- 1747 — граф Андрей Остерман (урожд. Генрих Иоганн Фридрих Остерман; р. 1686), один из сподвижников Петра I, выходец из Вестфалии, фактически управлявший внешней политикой России в 1720—1730-е гг.

### XIX век
- 1809
  - Франц Йозеф Гайдн (р. 1732), австрийский композитор.
  - Жан Ланн (р. 1769), французский герцог, маршал, участник революционных и наполеоновских войн.
- 1831 — Сэмюэль Бентам (р. 1757), британский инженер-механик, корабельный инженер.
- 1832 — Эварист Галуа (р. 1811), французский математик.
- 1837 — Джозеф Гримальди (р. 1778), английский актёр, клоун, «отец» современной клоунады.
- 1841 — Джордж Грин (р. 1793), английский математик и физик.
- 1850 — Джузеппе Джусти (р. 1809), итальянский поэт и общественный деятель.
- 1854 — Ватрослав Лисинский (р. 1819), хорватский композитор.
- 1859 — Павел Савельев (р. 1814), русский археолог, востоковед-арабист, нумизмат.
- 1889 — Ойген Фердинанд фон Хомайер (р. 1809), немецкий орнитолог.
- 1897 — Карл Маевский (р. 1824), русский инженер-архитектор, академик архитектуры.

### XX век
- 1910 — Элизабет Блэкуэлл (р. 1821), первая женщина в США, получившая высшее медицинское образование.
- 1926 — Фёдор Андерс (р. 1868), украинский советский конструктор-дирижаблестроитель.
- 1937 — Ян Гамарник (р. 1894), советский военачальник, государственный и партийный деятель.

- 1945 — Леонид Пастернак (р. 1862), российский и советский художник, отец писателя Бориса Пастернака.
- 1953 — Владимир Татлин (р. 1885), советский художник-авангардист.
- 1960 — Вальтер Функ (р. 1890), немецкий журналист, экономист, президент Рейхсбанка (1939—1945).
- 1967 — Билли Стрэйхорн (р. 1915), американский джазовый композитор, пианист, аранжировщик.
- 1974 — Аделия Дэвис (р. 1904), американский нутрициолог.
- 1976 — Жак Моно (р. 1910), французский биохимик и микробиолог, нобелевский лауреат по физиологии или медицине (1965).
- 1982 — Карло Маури (р. 1930), итальянский альпинист и путешественник.
- 1983 — Николай Кочин (р. 1902), русский советский писатель.
- 1986 — Лео Джеймс Рейнуотер (р. 1917), американский физик, лауреат Нобелевской премии (1975).
- 1996 — Тимоти Лири (р. 1920), американский психолог, исследователь психоделических препаратов.
- 1999 — Анатолий Иванов (р. 1928), русский советский писатель.

### XXI век
- 2005 — Арчил Гомиашвили (р. 1926), советский актёр театра и кино.
- 2007 — Лаймонас Норейка (р. 1926), советский и литовский актёр театра и кино, чтец.
- 2009
  - Андрей Вертоградов (р. 1946), советский и российский актёр театра и кино, артист эстрады.
  - Вячеслав Невинный (р. 1934), актёр театра и кино, народный артист СССР.
- 2012 — Марк Мидлер (р. 1931), советский спортсмен-фехтовальщик, чемпион мира и Олимпийских игр.
- 2017 — Любомир (Гузар) (р. 1933), предстоятель Украинской грекокатолической церкви (2001—2011).
- 2021 — Альберт Кривченко (р. 1935), первый глава администрации Амурской области с 1991 по 1993 год.

## Приметы
- Придёт Федот — дубовый лист развернёт.
- Коли дубовый лист развернулся, то земля принялась за свой род.
- Если же на Федота на дубу макушка с опушкой, будешь мерить овёс кадушкой[11].